# Atletismo nos Jogos Pan-Americanos de 1967 - 1500 m masculino
A prova dos 1500 m masculino nos Jogos Pan-Americanos de 1967 foi realizada em Winnipeg, Canadá.

## Medalhistas
| Ouro                                | Prata                       | Bronze                  |
| Thomas Von Ruden USA Estados Unidos | Sam Bair USA Estados Unidos | David Bailey CAN Canadá |

## Resultados
| Posição           | Nome              | Nacionalidade      | Tempo   | Notas |
| ----------------- | ----------------- | ------------------ | ------- | ----- |
| Medalha de ouro   | Thomas Von Ruden  | USA Estados Unidos | 3:43.41 |       |
| Medalha de prata  | Sam Bair          | USA Estados Unidos | 3:44.17 |       |
| Medalha de bronze | David Bailey      | CAN Canadá         | 3:44.93 |       |
| 4                 | José Neri         | MEX México         | 3:45.72 |       |
| 5                 | Byron Dyce        | JAM Jamaica        | 3:46.61 |       |
| 6                 | Ray Haswell       | CAN Canadá         | 3:46.79 |       |
| 7                 | Jorge Grosser     | CHI Chile          | 3:48.01 |       |
| 8                 | Ricardo Palomares | MEX México         | 3:48.41 |       |